# Ophiotermes
Ophiotermes es un género de termitas  perteneciente a la familia Termitidae que tiene las siguientes especies:
1. Ophiotermes grandilabius
2. Ophiotermes mandibularis
3. Ophiotermes mirandus
4. Ophiotermes shabaensis
5. Ophiotermes ugandaensis